# Haraszti (Szerbia)
Haraszti (szerbül Растина / Rastina, horvátul Rastina) falu Szerbiában, a Vajdaság Nyugat-bácskai körzetében.

## Fekvése
Zombortól 21 km-re északra, a magyar határ mellett fekszik Bácsszentgyörgy déli szomszédjában. A település határában folyik a Kígyós-főcsatorna.

## Történelem
A települést 14. századi források Harasti néven említik először. A török hódoltság idején a falu teljesen elnéptelenedett, majd a 16. század végén szerbek népesítik be a települést. A rasztinai és rottenhauseni báró Rédl család a 19. században szerzi meg a rasztinai uradalmat, ahol egy impozáns kastélyt is építenek 1900. körül. A kastély ma a Laza Kostić iskolának ad otthont.
A Rédl család alapítója Rédl József magyar udvari kamarai tanácsos, a bácsi és tiszai koronajavak igazgatója. 1759. május 17-én rottenhauseni előnévvel osztrák, 1765. április 15-én pedig magyar nemességet nyert Mária Teréziától. Fia, Rédl Ferenc udvari tanácsos és az erdélyi kancellária előadója, 1780. december 9-én királyi adományként kapta a rasztinai birtokot, ahonnan a család előneve is ered, amely 1822. július 5-én nyert megerősítést. Fiai Rédl Imre-Ferenc és Rédl Lajos-Ferdinánd 1808. március 11-én kapták a bárói rangot.
A falu önálló településként csak a második világháború óta van nyilvántartva. Azt megelőzően Sztanisics illetve Regőce része volt.
2018. április 3-án átadták a Bácsszentgyörggyel összekötő határátkelőt.

## Népesség
A 2002-es népszámlálás szerint összesen 3 magyar nemzetiségű élt a faluban, ahol semmilyen magyar szervezet nem létezik. 2002.01.01. - 2004.05.31. között 1 rasztinai lakos igényelt magyar igazolványt. A településen fellelhető magyar vezetéknevek: Garai, Kovács, Szabó.

### Demográfiai változások
| 1948 | 1953 | 1961 | 1971 | 1981 | 1991 | 2002 | 2011 |
| ---- | ---- | ---- | ---- | ---- | ---- | ---- | ---- |
| 905  | 939  | 960  | 892  | 686  | 605  | 566  | 411  |